# فكتور سوكول
فكتور سوكول (بالروسية: Сокол, Виктор Викторович)‏ (9 مايو 1981 بمينسك في روسيا البيضاء - ) هو لاعب كرة قدم بيلاروسي في مركز الوسط. شارك مع منتخب بيلاروسيا تحت 21 سنة لكرة القدم. أما مع النوادي، فقد لعب مع دينامو برست ودينامو مينسك وشاختيور سوليجورسك ونادي فيتيبسك وFC Isloch Minsk Raion ‏ وEnköpings SK FK ‏ وFC Dinamo-Juni Minsk ‏ وFC RUOR Minsk ‏ وFC Kobrin ‏.

## وصلات خارجية
- فكتور سوكول على موقع قاعدة بيانات كرة القدم.إي يو (الإنجليزية)
- فكتور سوكول على موقع Soccerway.com (الإنجليزية)